# Kościół św. Wita w Veitsbronn
Kościół św. Wita – gotycki kościół protestancki, znajdujący się w Veitsbronn.